# DFW C.I
Il DFW C.I, designazione aziendale KD 15, era un monomotore biplano da ricognizione utilizzato anche nel ruolo di bombardiere leggero, prodotto dall'azienda tedesco imperiale Deutsche Flugzeugwerke GmbH negli anni dieci del XX secolo.
Sviluppato dai precedente DFW B.I, venne utilizzato dalla tedesca Luftstreitkräfte, la componente aerea del Deutsches Heer (l'esercito imperiale tedesco), durante le prime fasi della prima guerra mondiale.

## Storia del progetto
Superate le prime fasi del conflitto, quando l'aviazione militare era ancora agli esordi, i velivoli da ricognizione di entrambe le parti in guerra erano diventati sempre più vulnerabili a causa dei possibili colpi da terra e dell'installazione di mitragliatrici frontali nei britannici Scout, i precursori degli aerei da caccia. Per proteggere gli equipaggi dalla possibile intercettazione di questi ultimi, l'Idflieg emise una specifica in cui si richiedeva la fornitura di una classe di ricognitori armata di una mitragliatrice brandeggiabile da difesa, la C-Typ.
La Deutsche Flugzeugwerke per rispondere alle esigenze della specifica sviluppò un nuovo velivolo sfruttando l'esperienza acquisita sui precedente B.I da ricognizione non armato. L'impostazione generale del C.I era sostanzialmente simile e differiva per l'adozione di una motorizzazione dalla maggior potenza disponibile ed una diversa ala a pianta rettangolare. La postazione dell'osservatore era ancora situata nell'abitacolo anteriore, soluzione che presentava dei problemi di visibilità del pilota e del campo di tiro disponibile, una soluzione che sarebbe stata definitivamente modificata nei modelli successivi invertendo la collocazione dell'equipaggio e dotando l'osservatore di un supporto ad anello per l'arma brandeggiabile da difesa.
La produzione totale del modello, iniziata nel 1915, si attestò all'incirca su 130 esemplari.

## Utilizzatori
Germania
- Luftstreitkräfte